# Dom van Würzburg
De Sint-Kiliansdom is een rooms-katholieke kerk in de Duitse stad Würzburg, gewijd aan de heilige Kilian. De dom is de kathedrale kerk van het bisdom Würzburg. Met een totale lengte van 105 meter behoort de kerk tot de vijf grootste romaanse kerkgebouwen in Duitsland. Het is een van de meesterwerken van de Duitse bouwkunst uit de periode van de Salische dynastie.

## Geschiedenis
De kerk werd vanaf 1040 gebouwd in opdracht van bisschop Bruno. Het betrof de bouw van een derde dom nadat de eerste twee kathedralen (gebouwd rond 787 en 855) door brand geheel of gedeeltelijk waren verwoest. Na de dood van bisschop Bruno in 1045 werd de bouw onder diens opvolger bisschop Adalbero in het jaar 1075 voltooid. De kerk werd rond 1130 wegens verval hersteld en verfraaid. Tevens werden de beide westelijke torens verhoogd en kreeg het koor een tongewelf. Nadat in de eerste helft van de 13e eeuw beide oostelijke torens werden voltooid kreeg de kerk haar definitieve vorm.
De zijbeuken van de kerk werden rond het jaar 1500 verbouwd in laat-gotische stijl. In het jaar 1701 kreeg de kerk barok stucwerk. Tussen 1721 en 1724 werd aan de noordzijde van de dom de Schönbornkapel toegevoegd als grafkapel van de bisschoppen uit het geslacht Schönborn. De kapel werd gebouwd naar een ontwerp in barokstijl van Johann Maximilian von Welsch, dat werd aangepast door Balthasar Neumann en Johann Lukas von Hildebrandt. Tussen 1879 en 1895 werd het westelijke torenfront in neoromaanse stijl verbouwd.
Op 16 maart 1945 werd de dom zwaar getroffen tijdens de bijzonder hevige bombardementen van de Britse Royal Air Force op Würzburg. Ten gevolg hiervan stortte in de nacht van 20 februari 1946 het dak van het middenschip en het noordelijke zijschip in. De kerk werd vervolgens herbouwd. Daarbij werden de barokke stijlkenmerken vervangen door romaanse stijlkenmerken. De sterke contrasten van het gerenoveerde deel met de behouden delen van de kerk leidden tot een omstreden combinatie van romaanse, barokke en moderne stijlen.
Sinds de wederopbouw na de Tweede Wereldoorlog waren het neoromaanse roosvenster, de driedelige galerij en de nis voor het uurwerk met puimsteen aan het zicht onttrokken. Vooronderzoek leerde dat de achter het puimsteen liggende elementen praktisch in onbeschadigde staat waren. In de periode 2004-2006 werden deze met een renovatie van de westelijke gevel weer vrijgelegd. Ook kreeg de kerk een nieuwe verflaag die beantwoordt aan de historische kleurstelling.
In verband met renovatiewerkzaamheden aan het interieur was de kerk sinds 2011 tot en met advent 2012 gesloten.

## Architectuur
De pijlerbasiliek heeft als grondplan een kruis. Het schip van de kerk is romaans, het koor en dwarsschip zijn in barokke stijl uitgevoerd. De dom heeft vier torens.

## Domkoren
De bijzondere traditie van de Würzburger domkoren is waarschijnlijk terug te voeren tot het stichtingsjaar van het bisdom Würzburg. De Würzburger dom heeft een domkoor, een meisjescantorij, een kamerkoor en een jongenskoor met gezamenlijk meer dan 500 actieve leden.

## Afbeeldingen

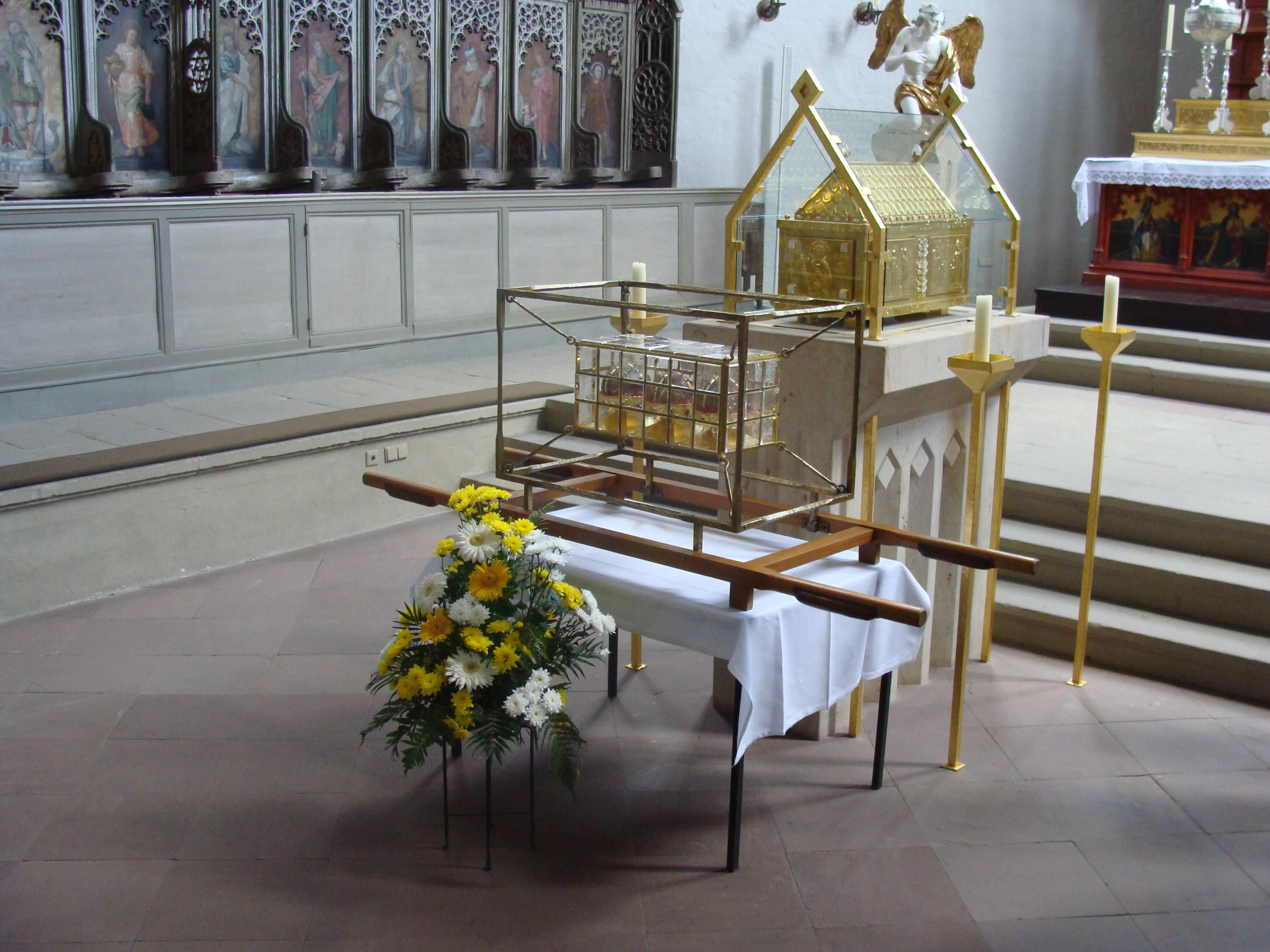
relikwieschrijn van de heilige Kilian
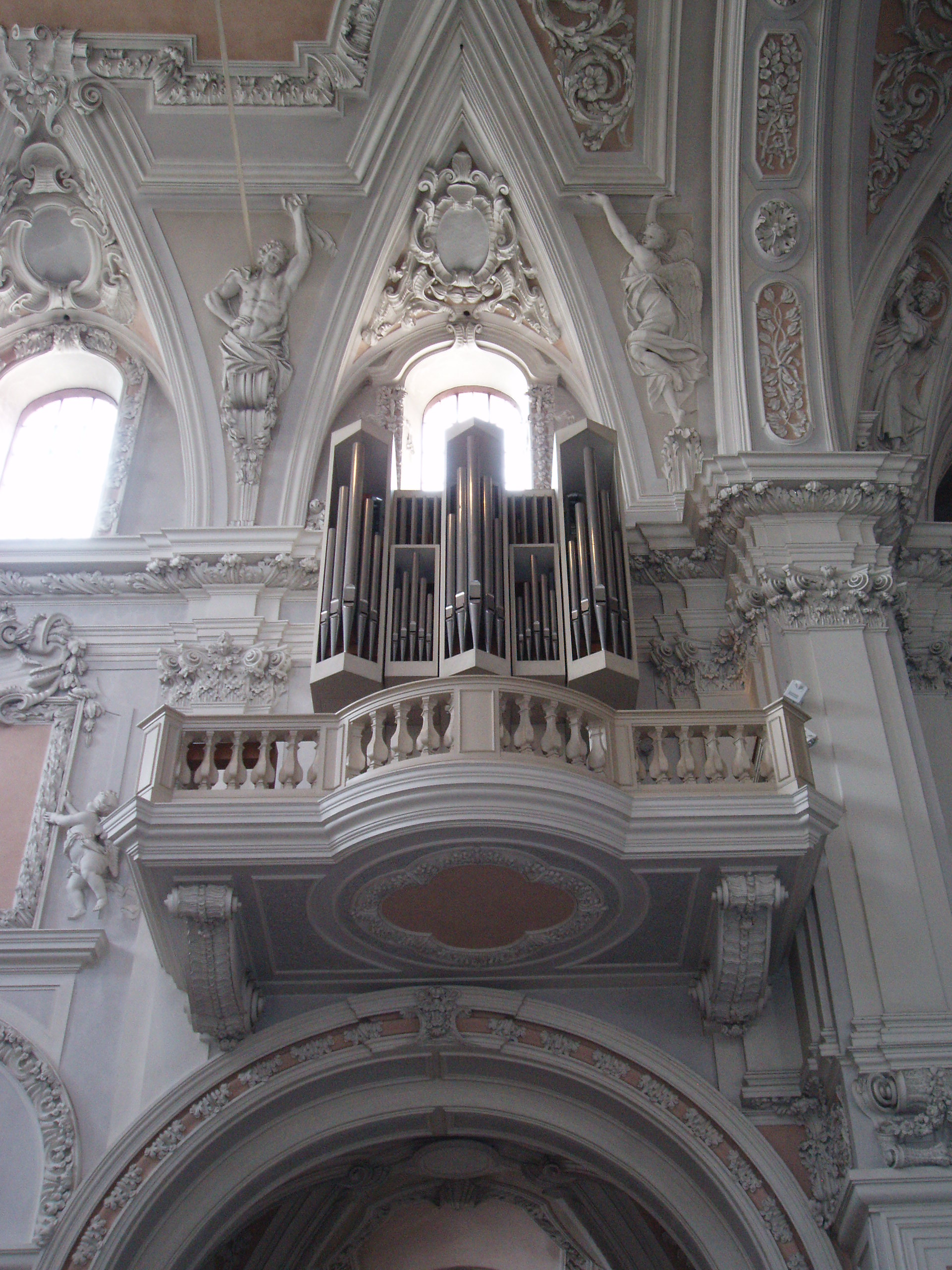
koororgel
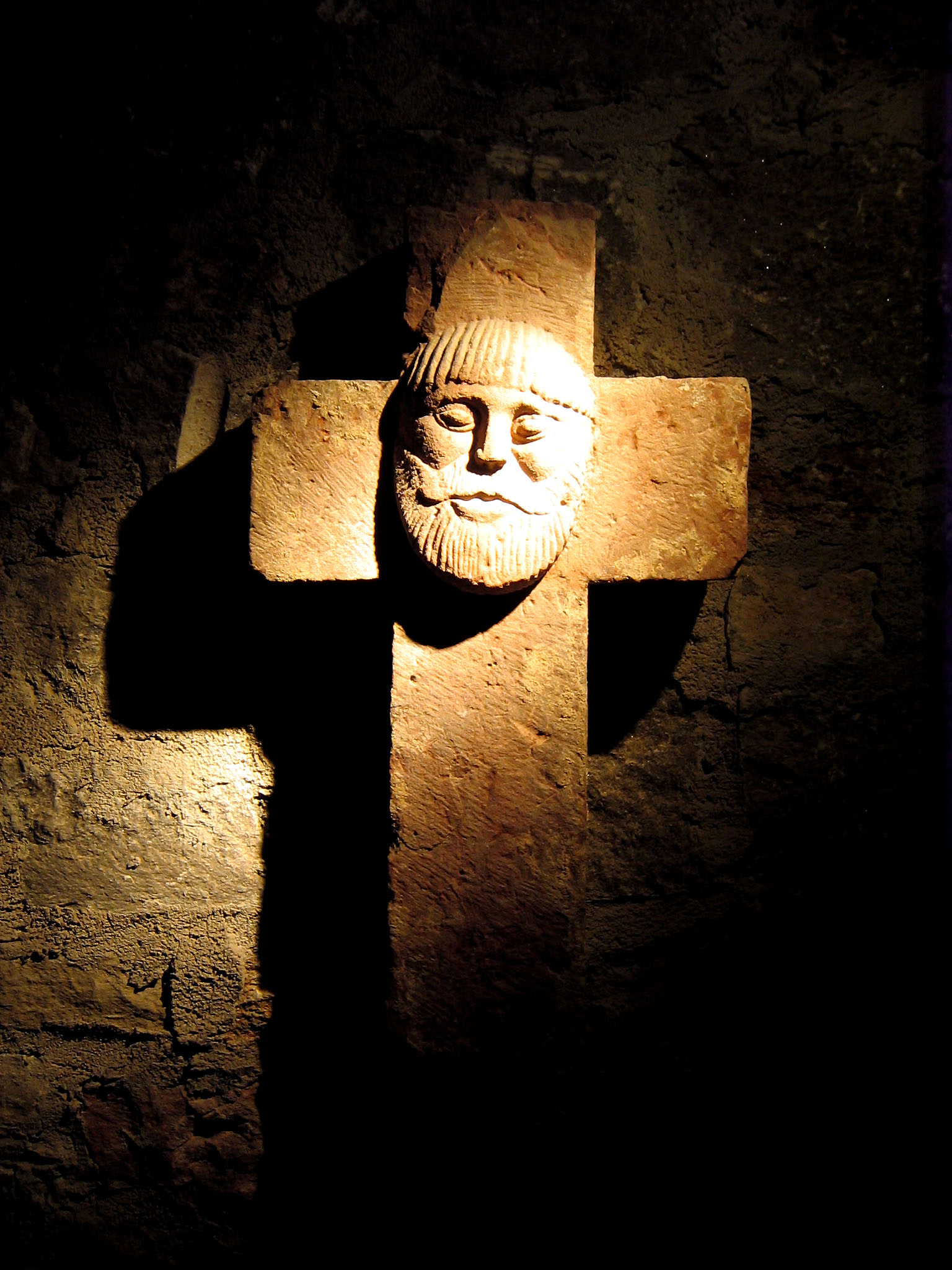
Merovingisch kruis in de crypte
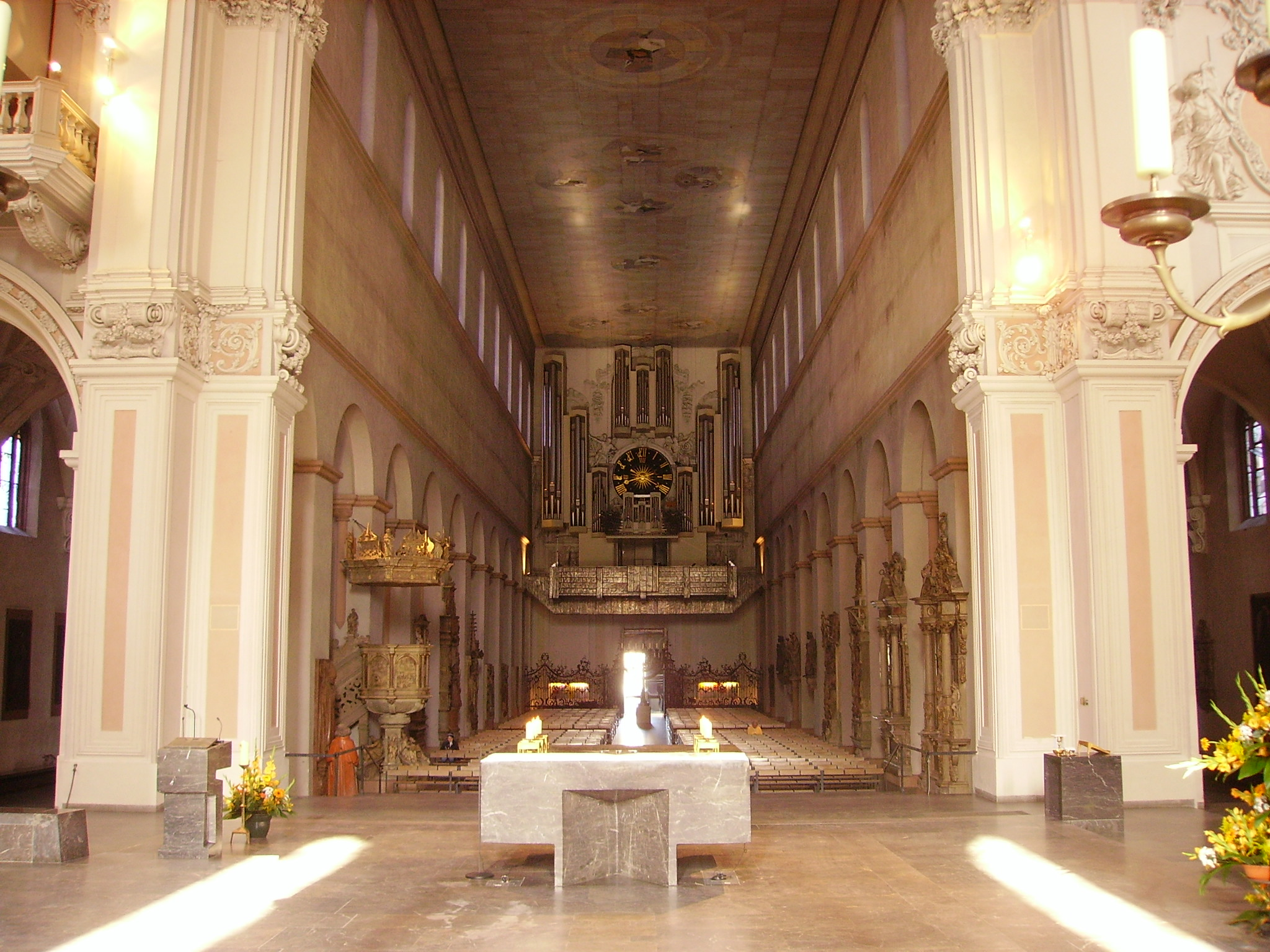
De kerk naar de westzijde
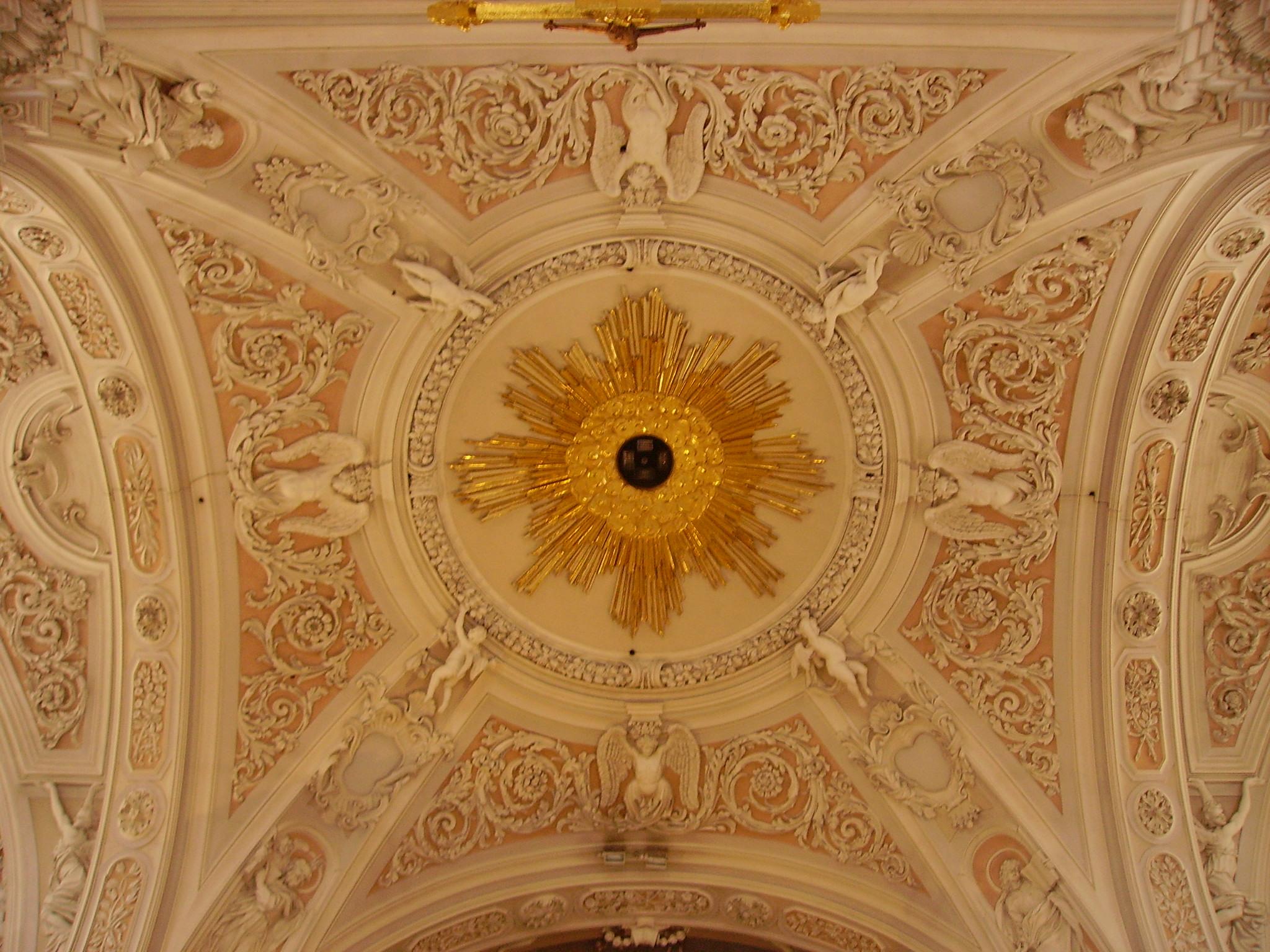
barok stucwerk in de viering
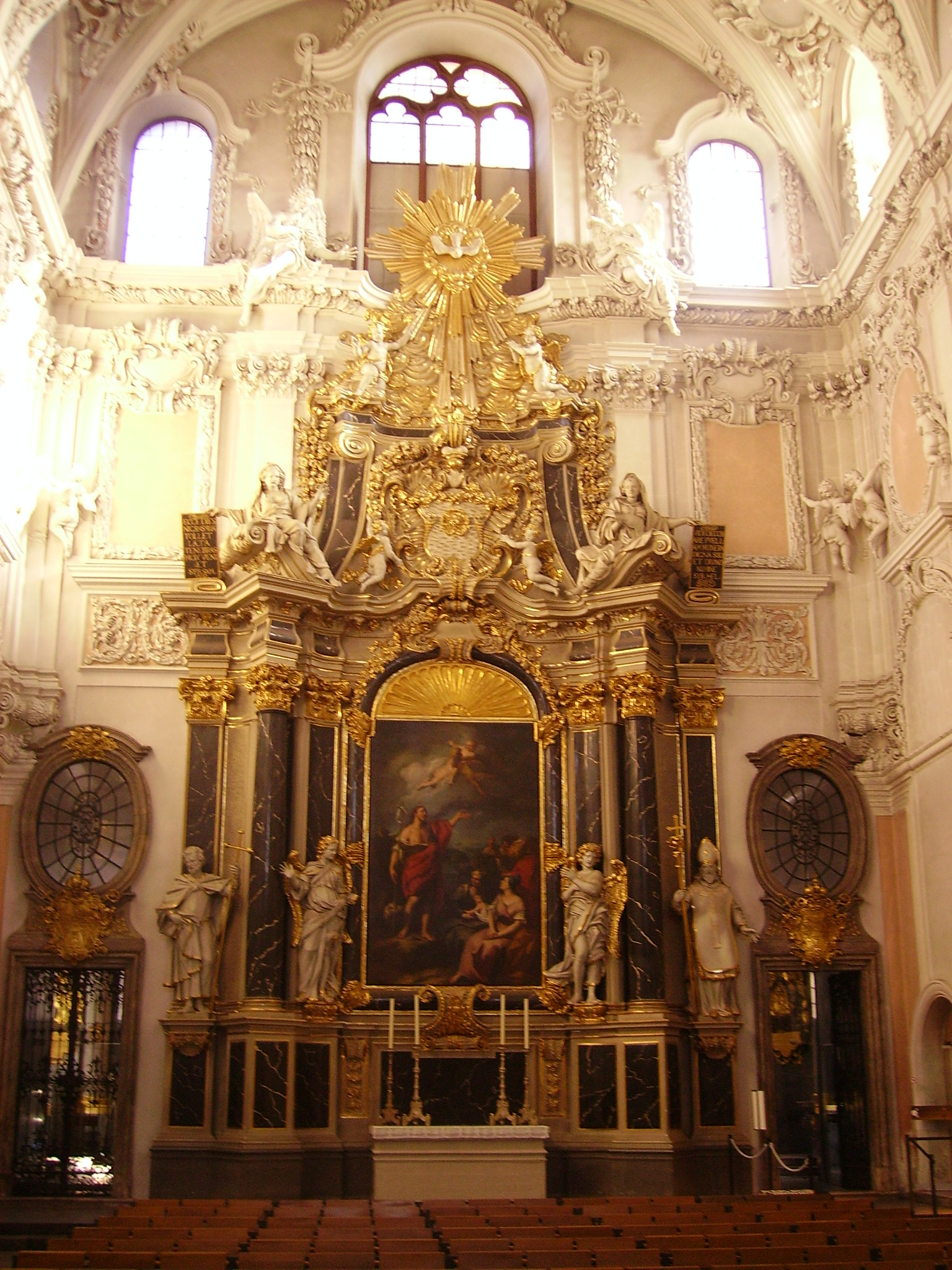
zijaltaar

## Epitafen
De kerk herbergt tientallen epitafen van bisschoppen. De bekendste hiervan zijn gemaakt door Tilman Riemenschneider voor de bijna honderdjarige bisschop Rudolf II (ca. 1401-1495; bisschop 1466-1495) en zijn opvolger Lorenz van Bibra (1459-1519; bisschop 1495-1519).

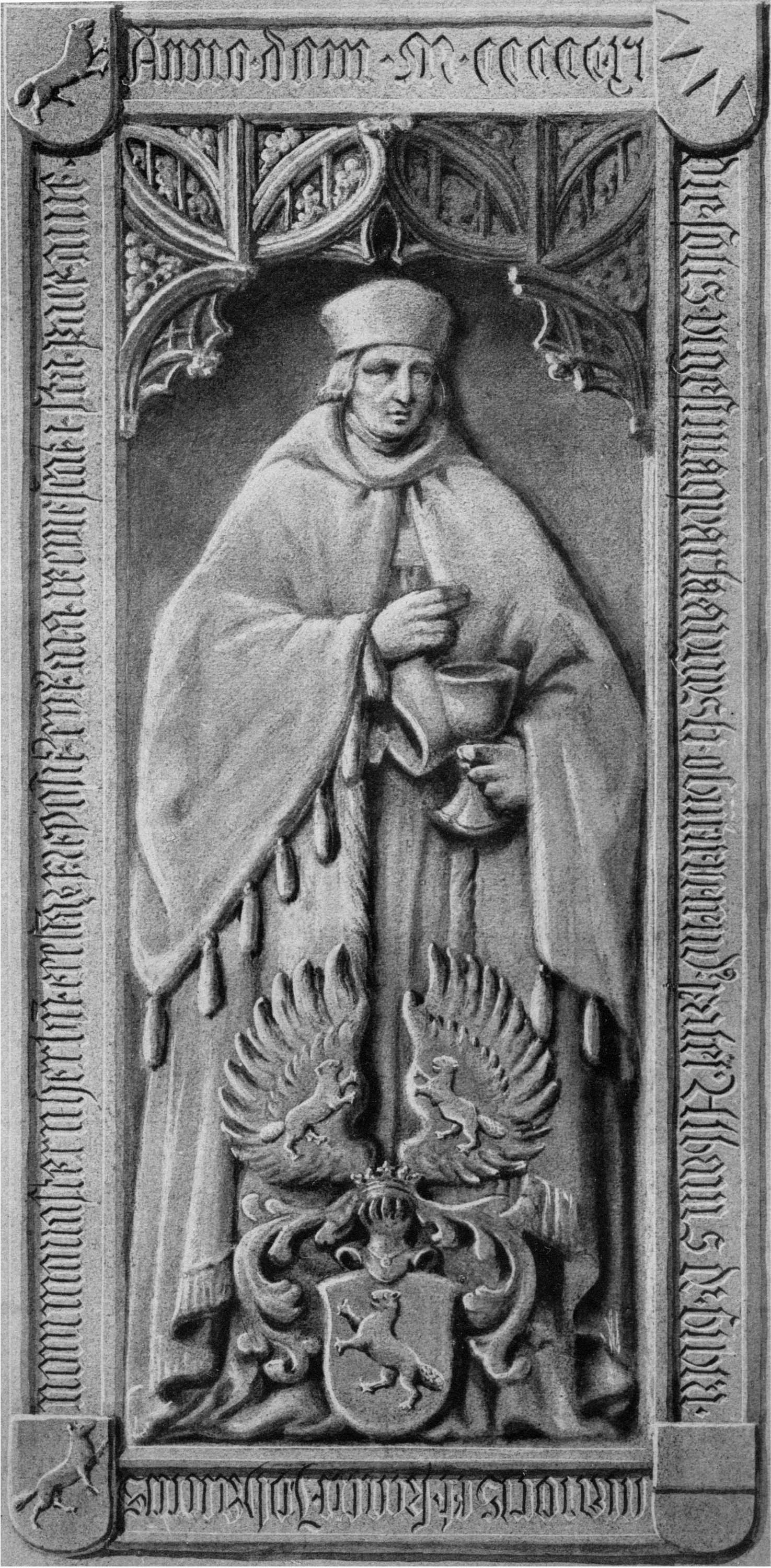
Epitaaf van Albrecht van Bibra
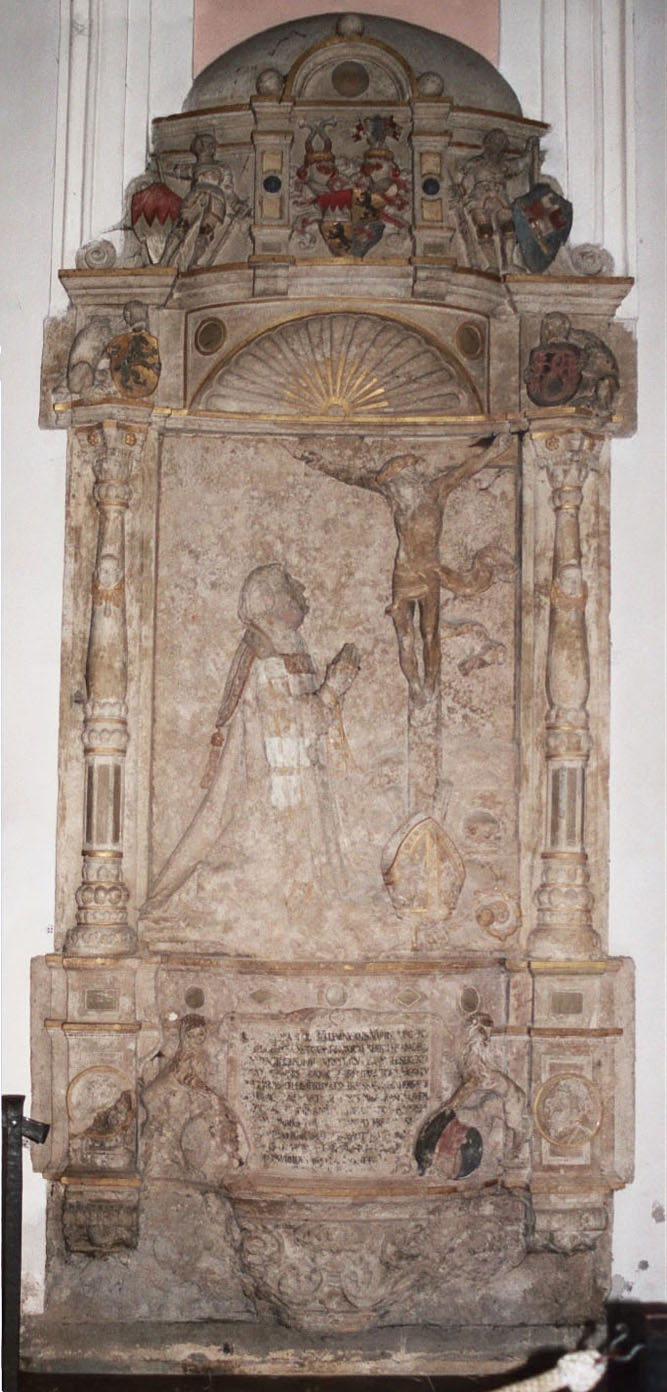
Epitaaf van Koenraad van Bibra
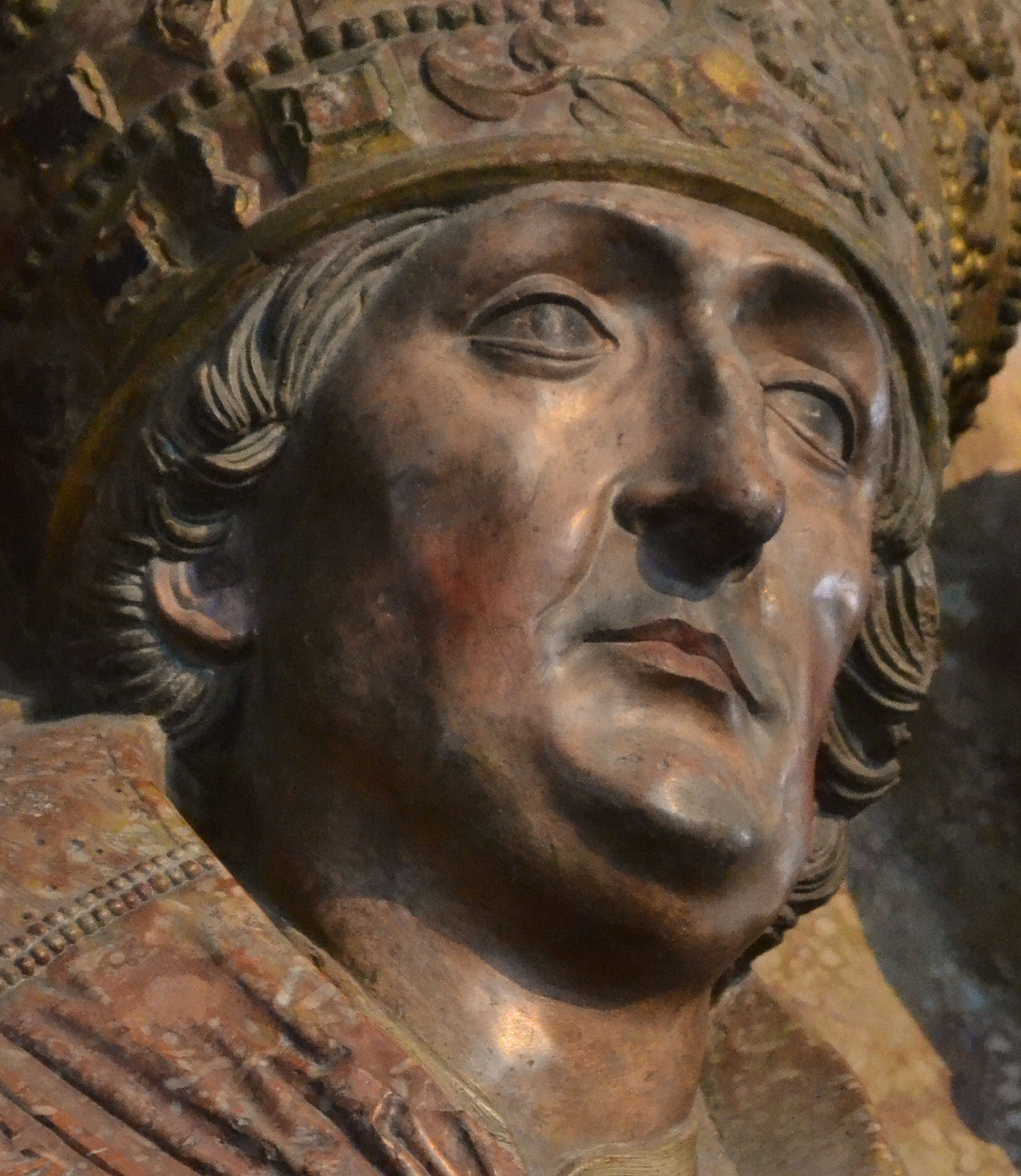
Epitaaf van Lorenz van Bibra (detail)
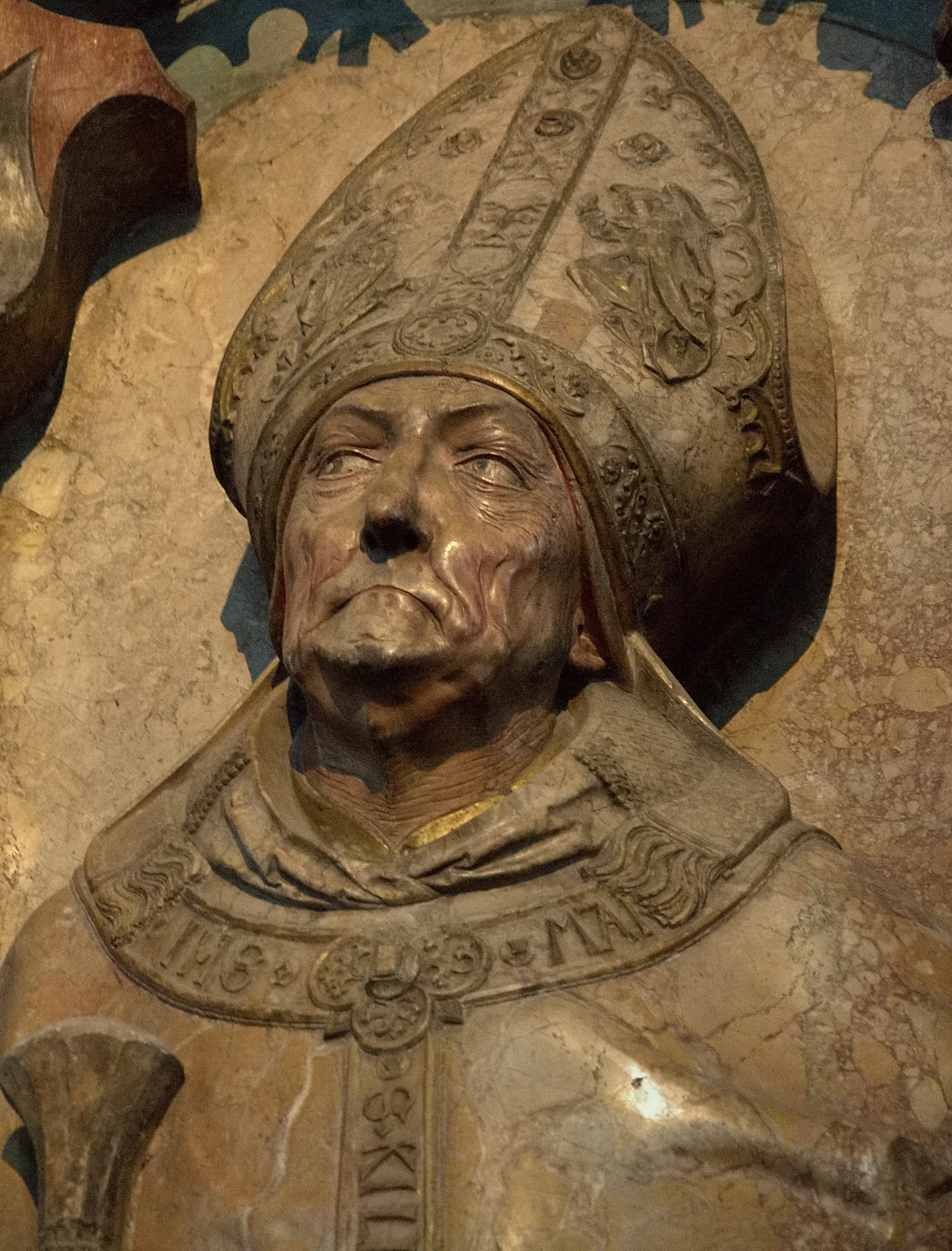
Epitaal van Rudolf van Scherenberg (detail)
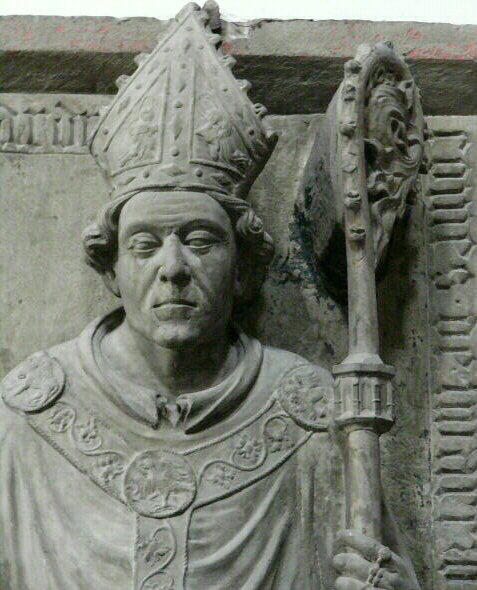
Epitaaf van Gerhard van Schwarzburg (detail)
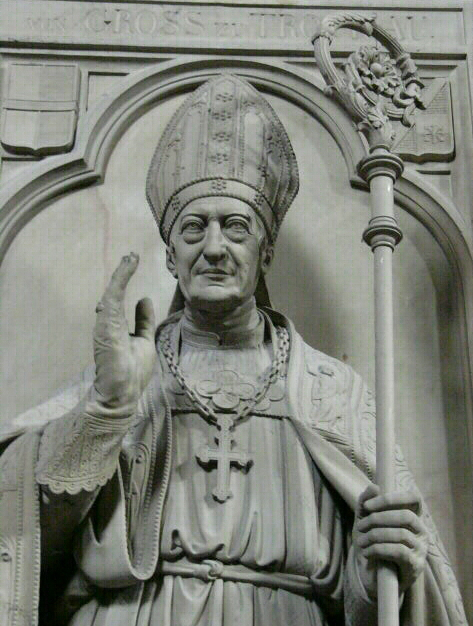
Epitaaf Adam Friedrich Groß zu Trockau